# Imunologie
Imunologia este ramura științelor medicale care se ocupă cu studiul sistemului imunitar normal și al patologiei acestuia.

## Obiectul de activitate
Imunologia studiază:
- Imunitatea normală (mecanismul normal de protecție imunologică a organismului față de agenții patogeni din mediu)
- Imunodeficiențele (în care sistemul imunitar este în incapacitate totală sau parțială de a furniza un răspuns imunologic adecvat față de agenții patogeni)
- Hipersensibilitatea imunologică, care include două categorii:
  - Bolile auto-imune (hipersensibilitatea imunologică de tip auto-imun, față de antigene endogene numite auto-antigene, care sunt structuri proprii ale organismului, percepute în mod patologic ca antigene de către sistemul imunitar).
  - Alergia (hipersensibilitatea imunologică de tip alergic, față de antigene exogene bine tolerate de subiecții normali, numite alergene)
- Fenomenul de respingere de transplant..

## Istoric
Imunologia este o ramură a medicinii care își are originea în interesul timpuriu asupra cauzelor imunității față de boală. Cea mai veche mențiune scrisă despre imunitate datează din timpul Războiului peloponesiac și se referă la Ciuma din Atena, din anul 430 î.e.n. Tucidide scria atunci că oamenii care avuseseră o dată boala și supraviețuiseră îi puteau îngriji pe cei bolnavi fără a contacta boala a doua oară.. 